# NGC 2540
NGC 2540 ist eine Balken-Spiralgalaxie vom Hubble-Typ SBc im Sternbild Krebs auf der Ekliptik. Sie ist schätzungsweise 279 Millionen Lichtjahre von der Milchstraße entfernt und hat einen Durchmesser von etwa 110.000 Lichtjahren.

Im selben Himmelsareal befinden sich die Galaxien IC 496 und IC 2230.
Das Objekt wurde am 10. Februar 1885 von Édouard Stephan entdeckt.